# Wohn- und Geschäftshaus Klosterstraße 19
Das Wohn- und Geschäftshaus Klosterstraße 19, Ecke Amtsstraße, in der niedersächsischen Gemeinde Lilienthal-Sankt Jürgen im Landkreis Osterholz stammt vom Ende des 19. Jahrhunderts. Aktuell (2025) wird es zum Wohnen und durch die Sparkasse genutzt.
Das Gebäude steht unter Denkmalschutz (siehe auch Liste der Baudenkmale in Lilienthal).

## Geschichte und Beschreibung
Lilienthal geht auf die Gründung des Klosters Lilienthal im 13. Jahrhundert zurück.
Das zweigeschossige traufständige verklinkerte historisierende Eckgebäude auf Sockel mit ziegelgedecktem Walmdach wurde 1903 (Inschrift) als Bankgebäude mit darüberliegenden Wohnungen gebaut. Gestaltet wurde das Haus am Hauseingang mit dem markanten dreigeschossigen achteckigen Turm mit einer Laterne und der Glockenhaube, mit dem seitlichen Risalit, zwei Schaugiebeln mit Zwerchhäusern zur Klosterstraße sowie den Fensterrahmungen und dem profilierten Traufgesims. Die Sparkasse Rotenburg Osterholz, Geschäftsstelle Lilienthal, nutzt das Haus.
Das Landesdenkmalamt befand u. a.: „… exponiert an der Straßenecke von der Kloster- zur Amtsstraße …“